# Municipio de Tochimilco
El Municipio de Tochimilco es uno de los 217 municipios en que se encuentra dividido para su régimen interior el estado mexicano de Puebla, localizado al occidente del estado y en las faldas del volcán Popocatépetl; su cabecera es el pueblo del mismo nombre.

## Geografía
El municipio de Tochimilco se encuentra localizado en el occidente del estado de Puebla, haciendo límite con los estados de Morelos y México, sus coordenadas extremas son 18° 50' - 19° 02' de latitud norte y 97° 18' - 97° 26' de longitud oeste y su extensión territorial es de 233.45 kilómetros cuadrados que lo convierten en el cuadragésimo octavo municipio más extenso del estado de Puebla; su altitud fluctúa desde los 5 500 metros sobre el nivel del mar de la cumbre del Popocatépetl hasta 1 800 metros en las zonas más bajas.
Limita al norte con el municipio de San Nicolás de los Ranchos, al noreste con el municipio de Tianguismanalco, al este con el municipio de Atlixco y al sur con el municipio de Atzitzihuacán; al noroeste limita con el municipio de Atlautla del Estado de México y al oeste con el municipio de Tetela del Volcán del estado de Morelos.

## Demografía
El municipio de Tochimilco registró en el Censo de Población y Vivienda realizado en 2010 por el Instituto Nacional de Estadística y Geografía un total de 17 028 habitantes, de los que 7 916 son hombres y 9 112 son mujeres.

### Localidades
En el municipio de Tochimilco se localizan un total de 20 localidades, siendo las principales y su población en 2010 las siguientes:
| Localidad                        | Población |
| Total Municipio                  | 17 028    |
| Tochimilco                       | 3 289     |
| San Antonio Alpanocan            | 2 828     |
| La Magdalena Yancuitlalpan       | 2 210     |
| Santa Cruz Cuautomatitla         | 1 405     |
| Tecuanipa (San Miguel Tecuanipa) | 1 378     |
| San Lucas Tulcingo               | 1 205     |
| San Francisco Huilango           | 899       |
| Santiago Tochimizolco            | 747       |

## Política
El gobierno del municipio de Tochimilco le corresponde al Ayuntamiento; que se encuentra conformado por el presidente municipal, un Síndico y el cabildo integrado por ocho regidores, seis de los cuales son electos por mayoría relativa y los dos restantes por mediante el principio de representación proporcional, todos son electos mediante el voto universal, directo y secreto en un proceso electoral celebrado el primer domingo de julio del año de la elección y que asumen sus cargos el 15 de febrero del siguiente año, por un periodo de tres años que no son reeligibles para el inmediato pero si de forma alternada.

### Subdivisión administrativa
El municipio se divide para su administración interior, además de la cabecera municipal, en diez juntas auxiliares, estas son electas mediante plebiscito popular celebrado el último domingo de marzo del año correspondiente y conformadas por un Presidente Auxiliar y cuatro regidores, todos para un periodo de tres años y que asumen sus cargos el día 15 de abril siguiente a su elección. Las juntas están integradas por un presidente municipal auxiliar y cuatro miembros propietarios y sus respectivos suplentes; las funciones de esta autoridad auxiliar de la administración municipal están sujetas al Ayuntamiento. 
Las diez juntas auxiliares del municipio de Tochimilco son las que siguen:
- La Magdalena Yancuitlalpan
- San Francisco Huilango
- San Martín Zacatempan
- San Antonio Alpanocan
- San Miguel Tecuanipa
- Santiago Tochimizolco
- Santa Cruz Cuautomatitla
- Santa Catarina Tepanapan
- San Lucas Tulcingo
- Santa Catarina Cuilotepec

### Representación legislativa
Para la elección de diputados locales representantes de la población en el Congreso de Puebla y diputados federales integrantes de la Cámara de Diputados de México, el municipio de Tochimilco se encuentra integrado en los siguientes distritos electorales:
Local:
- Distrito electoral local de 21 de Puebla con cabecera en Atlixco.[6]

Federal:
- Distrito electoral federal 13 de Puebla con cabecera en la ciudad de Atlixco.[7]

### Presidentes municipales
- (1999 - 2001): Álvaro Silva Dávila
- (2002 - 2005): David Reyes González Calyeca
- (2005 - 2008): Rufino Elías Meneses Valencia
- (2008 - 2011): Pascual Tufiño Teles
- (2011 - 2013): Salvador Martínez Arenas
- (2014 - 2018): Albertana Calyeca Amelco
- (2018 - 2021): Aurelio Francisco Tapia Dávila